# Момордика
Момордика (Momordica), известна още като горчива краставица, е род от около 60 вида едногодишни или многогодишни катерливи, тревисти или рядко малки храсти, принадлежащи към семейство Cucurbitaceae. По произход са от тропическа и субтропична Африка, Азия и Австралия.
Повечето видове произвеждат флорални масла и се посещават от специализирани опрашители в апидното пчелното племе Ctenoplectrini от подсемейство Apinae. Налична е молекулярна филогения, която включва всички видове (Schaefer and Renner, 2010).

## Описание
Плодовете на горчивата краставица са кухи и имат брадавичеста повърхност. Плодове, които са продълговати до цилиндрична форма, оранжево до червени на цвят, бодливи или брадавичести отвън, а при някои видове се спукват, когато узреят, обикновено с еластична сила, в неправилни клапи.

## Култивиране
Горчивата краставица може да се култивира в 5 литрови вази или плантации и може да се превърне в напаст като плевел. След засяването развива листа за около 11 дни и цветя след 40 до 50 дни. След оплождането плодът на момордиката се разва след около 10 дни.

## Приложения
Някои видове от горчивата краставица се отглеждат заради своите плодове. Обикновено се ядат преди да узреят, защото по време на зрението пожълтяващият плод става все по-горчив. Когато напълно узрелият плод се разпука, вътре може да бъде открита сладка яркочервена сърцевина.
Momordica charantia (горчив пъпеш, китайски мандарин: kǔ guā 苦瓜) е родом от Африка, но се използва в китайската народна медицина от векове като билка и е въведена в масовата китайска медицина, както и в естествената медицинска традиции по целия свят. Скорошни изследвания показват, че незрелият плод може да има някои антибиотични, противоракови и антивирусни свойства, особено подходящи за употреба при лечение на малария, ХИВ и диабетни състояния. Употребата на плодове на момордика е противопоказана в редица състояния, особено бременност. Ефектът на Momordica charantia върху концентрациите на глюкоза и инсулин е проучен при девет неинсулинозависими диабетици и шест недиабетни плъхове. Тези резултати показват, че може да подобри глюкозния толеранс при диабет, но са необходими много повече изследвания. Лекарите, които контролират азиатските диабетици, трябва да са наясно с хипогликемичните свойства на плода.

## Видове
Одобрени видове:
- Momordica angolensis R.Fernandes
- Momordica angustisepala Harms
- Momordica anigosantha Hook.f.
- Momordica balsamina L.
- Momordica boivinii Baill.
- Momordica cabrae (Cogn.) C.Jeffrey
- Momordica calantha Gilg
- Momordica camerounensis Keraudren
- Momordica charantia L. – Bitter melon
- Momordica cissoides Planch. ex Benth.
- Momordica clarkeana King
- Momordica cochinchinensis (Lour.) Spreng. – Gac
- Momordica corymbifera Hook.f.
- Momordica cymbalaria Hook.f.
- Momordica denticulata Miq.
- Momordica denudata C.B.Clarke
- Momordica dioica Roxb. ex Willd.
- Momordica enneaphylla Cogn.
- Momordica foetida Schumach.
- Momordica glabra Zimmerman
- Momordica henriquesii Cogn.
- Momordica involucrata E.Mey.
- Momordica jeffreyana Keraudren
- Momordica laotica Gagnep.
- Momordica leiocarpa Gilg
- Momordica littorea Thulin
- Momordica macrophylla Gage
- Momordica mannii Hook.f.
- Momordica mossambica H.Schaef.
- Momordica multiflora Hook.f.
- Momordica obtusisepala Keraudren
- Momordica parvifolia Cogn.
- Momordica peteri A.Zimm.
- Momordica pterocarpa Hochst.
- Momordica repens Bremek.
- Momordica rostrata A.Zimm.
- Momordica sessilifolia Cogn.
- Momordica silvatica Jongkind.
- Momordica spinosa Chiov.
- Momordica suringarii Cogn.
- Momordica trifoliolata Hook.f.
- Momordica welwitschii Hook.f.

## Галерия
- Плодове на Momordica charantia
- Плод на Momordica foetida
- Плодове на Momordica dioica
- Momordica balsamina
- Momordica balsamina
- Momordica balsamina
- Momordica balsamina
- Momordica charantia
- Momordica charantia

- Цвят на Momordica boivinii
- Цветове на Momordica charantia и Streptocarpus saxorum
- Цветове на Momordica charantia
- Цвят на Momordica balsamina